# 開陽駅 (慶尚南道)
開陽駅 （ケヤンえき）は、大韓民国慶尚南道晋州市にかつて存在した韓国鉄道公社の駅である。
晋州駅周辺の高層マンション開発工事により、現在は駅舎や線路やホームが全て撤去されていて廃線跡も残されていない。

## 路線
- 韓国鉄道公社
  - 慶全線
  - 晋三線

## 駅構造
- 2面3線の地上駅。

## 歴史
- 1925年6月15日 - 開業[1]。
- 2012年10月23日 - 馬山駅 - 晋州駅間の複線新線への切り替えにより廃駅。

## 隣の駅
慶全線
南文山駅 - 開陽駅 - 晋州駅